# Laviéville
Laviéville é uma comuna francesa na região administrativa de Altos da França, no departamento de Somme. Estende-se por uma área de 2,15 km². Em 2010 a comuna tinha 174 habitantes (densidade: 80,9 hab./km²).